# Granit Xhaka
Granit Xhaka (* 27. září 1992 Basilej) je švýcarský profesionální fotbalista kosovského původu, který hraje v německém klubu Bayer Leverkusen a za švýcarský národní tým.
Xhaka odehrál velkou část své kariéry v londýnském Arsenalu, v jehož dresu odehrál 297 zápasů, připsal si 23 gólů a 29 asistencí.
Jeho bratři Taulant Xhaka a Agon Xhaka jsou také fotbalisty.

## Reprezentační kariéra
Xhaka reprezentoval Švýcarsko v mládežnických kategoriích U17, U18, U19 a U21. Zúčastnil se Mistrovství světa hráčů do 17 let 2009 v Nigérii, kde získal s týmem zlaté medaile po finálové výhře 1:0 právě nad Nigérií.
Svůj debut za A-mužstvo Švýcarska absolvoval 4. června 2011 v kvalifikačním utkání v Londýně proti reprezentaci Anglie (remíza 2:2).
Německý trenér Švýcarska Ottmar Hitzfeld jej nominoval na Mistrovství světa 2014 v Brazílii. Xhaka jednou skóroval v utkání základní skupiny E proti Francii (porážka 2:5). Švýcaři se se 6 body kvalifikovali z druhého místa skupiny do osmifinále proti Argentině, které podlehli 0:1 po prodloužení a z turnaje byli vyřazeni.